# João de Baden-Hachberg
João de Baden-Hachberg (em alemão:  Johann von Baden-Hachberg; † 1409) foi um nobre alemão pertencente à Casa de Zähringen, que foi Marquês de Baden-Hachberg, conjuntamente com o seu irmão Hesso, de 1386 até à sua morte.

## Biografia
João era o segundo filho de Henrique IV de Baden-Hachberg e de Ana de Üsenberg. A 9 de julho de 1386, o irmão mais velho, Otão I, morrera na batalha de Sempach e, como não tinha descendência, foram os dois irmãos mais novos, João e Hesso que, conjuntamente, lhe sucederam no governo da Marca de Baden-Hachberg.
João faleceu, também sem descendência, em 1409, enquanto Hesso viveria mais um ano.